# Paramphinome oculifera
Paramphinome oculifera är en ringmaskart som beskrevs av Augener 1913. Paramphinome oculifera ingår i släktet Paramphinome och familjen Amphinomidae. Inga underarter finns listade i Catalogue of Life.